# 瓜拉廷格塔足球俱乐部
瓜拉廷格塔足球俱乐部（Guaratinguetá Futebol），是巴西圣保罗州瓜拉廷格塔市的一个足球俱乐部。